# Xandra Hag
Xandra Hag (* 6. Januar 1970 als Alexandra Hagner in Velbert) ist eine deutsche Sängerin.

## Leben
Erste Bühnenauftritte hatte Xandra Hag mit 6 Jahren beim Ballett. Im Alter von 8 Jahren war sie Deutschlands jüngste Skiakrobatin und Westfalenmeisterin in der Sportakrobatik. Mit 15 Jahren tanzte sie schon in verschiedenen Gruppen aus dem Step- und Jazztanzbereich. Mit 16 begann sie ihre Gesangsausbildung. 1988 und 1989 trat sie mit einer Tanz- und Gesangsshow bei zahlreichen Talentwettbewerben in Deutschland an. 1990 wurde sie vom Musikproduzenten/Textdichter und Komponisten Klaus Pelizaeus entdeckt. Er veröffentlichte Xandra Hags ersten Schlagertitel Guten Morgen (wie wär’s denn mit Aufsteh’n?). Dieser Titel machte Rundfunkredakteure von Morgensendungen aufmerksam und erzielte auf Anhieb hohe Radioeinsätze in Deutschland. Von da an begann Xandra Hag sich als Schlagersängerin zu etablieren. Mit ihrem vierten Titel Schöne Männer kamen die ersten Fernsehauftritte in der Aktuellen Schaubude und im Fernsehgarten dazu.
Aus ihrem Debütalbum im Jahre 2001 Mein Zauberland ergaben sich neun Top-20-Titel in den Schlager-Airplay-Charts. 2006 veröffentlichte Xandra Hag das Album Auf der Sonnenseite. Alle daraus ausgekoppelten Singles stiegen in die Top 10 der Airplay-Charts auf. Der Titel Manchmal ist ein Tag die ganze Welt hielt sich dort 18 Wochen lang.
Mit dir durch die Nacht erreichte in den deutschen Airplaycharts Platz 2.
Xandra Hag arbeitete und arbeitet zusammen mit den Komponisten Tomas Sniadowski, Klaus Pelizaeus, Willy Klüter, Uwe Haselsteiner, Heiko Schneider und Ali Menke, sowie mit den Textdichtern Klaus Pelizaeus, Heike Fransecky, Tobias Reitz, Edith Jeske, Franziska Menke und Andreas Zaron.
Sie lebt in Hattingen.

## Diskografie

### Alben
- 2001: Mein Zauberland
- 2006: Auf der Sonnenseite
- 2008: Liebeslänglich
- 2011: 20 Hits (Kompilation)
- 2015: Im Augenblick

### Singles
- 1991: Guten Morgen (wie wär’s denn mit Aufsteh’n?)
- 1993: Hexen haben heiße Herzen
- 1994: Hast Du Zeit?
- 1995: Schöne Männer
- 1996: Liebe tut weh
- 1997: Champagnerfrühstück
- 1998: Aber Du fehlst mir
- 1998: Deine Jeans auf meiner Leine
- 1999: Herzblatt, bitte melden
- 2000: Zauberhände
- 2000: Aus dem Nichts
- 2001: Aphrodite
- 2001: Wo der Pfeffer wächst
- 2001: Schweigen hilft nie
- 2002: Wenn schon, denn schon
- 2002: Madame Tarot
- 2002: Manchmal lügt mein Herz
- 2002: Winterwunderland
- 2003: Wem gehör’n die Schuh?
- 2003: Versuch zu lächeln Mona Lisa
- 2004: Du bist das Ziel
- 2004: Noche del Amor
- 2005: Was gefällt ist erlaubt
- 2005: Zeit für den Sommer
- 2005: Manchmal ist ein Tag die ganze Welt
- 2006: Spaß am Leben
- 2006: Die Sonne geht auf
- 2006: Mit dir durch die Nacht
- 2015: Für nur noch diesen Tag
- 2015: Die besten Jahre sind immer
- 2016: Voll erwischt

(ohne Promo-CD-Singles)